# Tyana marina
Tyana marina är en fjärilsart som beskrevs av W. Warren 1916. Tyana marina ingår i släktet Tyana och familjen trågspinnare. Inga underarter finns listade i Catalogue of Life.